# Michał Konarski (pedagog)
Michał Konarski, (ur. 25 stycznia 1784 r. w Słonimie, zm. 26 kwietnia 1861 w Odessie) – polski pedagog, literat, testator na cele społeczne.

## Życiorys
Był synem Jana i Anny z Macewiczów (względnie Maciewiczów). Pochodził ze zubożałej rodziny ziemiańskiej. 
- Początkowo kształcił się w szkole bazylianów w Żyrowicach (do 1801 r.), a następnie na Uniwersytecie Wileńskim, który ukończył w 1808 r., otrzymując dyplom kandydata filozofii.
- Przez kilka miesięcy pozostawał w Wilnie zajmując się tłumaczeniem i przeróbką komedii i dramatów dla teatru wileńskiego. Wydał przekład Stephanie-Felicite de Genlis „Nowy Belizar” (Wilno 1809 r., 2 wydanie - 1818 r.), a także przygotowywał wydanie elementarnej książki dla uczących się języka rosyjskiego.
- W latach 1808–12 uczył w domu Obuchowiczów na Litwie.
- W roku 1812 r. przybył na Podole, przebywał na dworze Potockich w Tulczynie, gdzie zaprzyjaźnił się ze Stanisławem Trembeckim. W „Dzienniku Wileńskim” (1815 r. t. 1 s. 118 - 126) opublikował kilka szczegółów o życiu i działalności Stanisława Trembeckiego.
- W latach 1813–5 był nauczycielem w domu Świejkowskich, a od roku 1815 przebywał znowu w Tulczynie, gdzie zajmował się wychowaniem Bolesława Potockiego, syna Stanisława Szczęsnego Potockiego i Zofii Potockiej.
- W latach 1822–4 podróżował ze swym uczniem po krajach zachodniej Europy. Następnie przebywał w Petersburgu, gdzie zbliżył się do grupy byłych członków Towarzystwa Szubrawców; od marca 1831 do końca tego roku redagował pismo tej grupy „Bałamut”, zamieszczając w nim prawdopodobnie swe utwory (anonimowo). Przyjaźnił się z Janem Tadeuszem Bułharynem.
- W latach 1830–4 podróżował między innymi po Włoszech, był też na Krymie.
- W roku 1834 osiadł na Podolu i gospodarował w nabytym majątku Waszkowce w województwie bracławskim, dzierżawiąc też sąsiednie folwarki. Był pionierem przemysłu cukrowniczego na tym terenie. W ostatnich latach życia przebywał w Odessie, prowadząc handel zbożem.

## Testament
Dzięki rzutkości i energii, a jednocześnie oszczędności, graniczącej ze skąpstwem, zgromadził znaczny majątek, przekraczający w chwili śmierci 200 tysięcy rubli. Nie posiadając rodziny, za namową Karola Kaczkowskiego i Wiktora Korejwy, na 5 dni przed śmiercią sporządził testament, w którym około 2/3 majątku przeznaczył na cele społeczne i kulturalno-oświatowe. 
Z zapisu Konarskiego ufundowana została w Warszawie I Miejska Szkoła Rzemieślnicza nazwana jego imieniem. W roku 1936, w 50-lecie istnienia tego zakładu, na budynku szkoły przy ul. Leszno wmurowana została tablica pamiątkowa ku czci fundatora. 
Po drugiej wojnie światowej tradycje tej szkoły przejął Zespół Szkół im. Michała Konarskiego w Warszawie przy ul. Okopowej 55a. Część majątku przeznaczył Konarski na stypendia dla uczniów szkół warszawskich i studentów Uniwersytetu Jagiellońskiego. 
Towarzystwo Naukowe Krakowskie otrzymało, obok zapisu pieniężnego, cenny zbiór rękopisów i druków z XVI–XIX wieku. Konarski zostawił też legaty dla historyków: Karola Szajnochy, Wacława Aleksandra Maciejowskiego, i Juliana Bartoszewicza, na wydanie ich dzieł, oraz dla nauczyciela i działacza narodowego na Śląsku Józefa Lompy. 
Poza tym znaczne sumy zapisał na szkoły, szpitale i kościoły w Odessie i Bracławiu. Pozostawił w rękopisie zbiór oryginalnych i tłumaczonych bajek, a także komedię "Dziw nad dziwy" tłumaczoną z jęz. rosyjskiego.